# پروپرتیوس

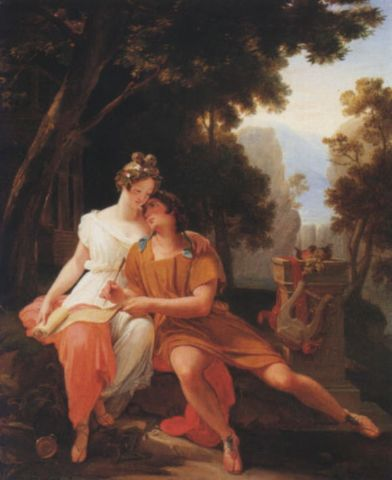
پروپرتیوس و سینتیا در تیوولی، اثری از: آگوست ژان باتیست وینکون

سکستوس پروپرتیوس (به لاتین: Sextus Propertius) (زاده ۴۹ - درگذشته ۱۵ (پیش از میلاد)) شاعری عشرت طلب بود و در سرودن اشعار پر ترصیع و مبالغه گوئی دربارهٔ ولی نعمت خود مسناس و اوکتاو کوشش بسیار می‌کرد. با این حال در شعری نغز به معشوقه‌اش چنین نوشت: «چرا باید پسرانی بخاطر پیروزی بر پارتها بپرورانم؟ هیچ فرزندی که از ما باشد، سرباز نخواهد شد.»

## زندگینامه
سکستوس اورلیوس پروپرتیوس، شاعر مرثیه سرای لاتین بود، که در حدود سال‌های ۵۰ تا ۴۵ قبل از میلاد در آسیسیوم به دنیا آمد و پس از زندگی که چندان طولانی نبود، در سال ۱۵ قبل از میلاد از دنیا رفت.
آثار بازمانده از پروپرتیوس شامل چهار کتاب مرثیه هستند. او با شاعرانی همچون گالوس و ویرژیل رفاقت داشت، و همراه با آن‌ها تحت حمایت مایکناس، و از طریق مایکناس تحت حمایت امپراتور آگوستوس قرار داشت.
از مشهورترین جملات منسوب به او، که در توصیف جایگاه رفیع و توانمندی‌های بالقوه شاعران و نویسندگان رومی بیان شده‌است، جمله زیر است:
جایی برای نویسندگان رومی در کنار نویسندگان یونانی فراهم سازید!، چیزی عظیم تر از ایلیاد تولد می‌یابد.

## زندگی
دربارهٔ پروپرتیوس، اطلاعات بسیار کمی خارج از نوشته‌های خود او موجود است. بخش نخست نام او، یعنی «سکستوس» توسط آئلیوس دناتوس ذکر شده‌است. در چند نسخه خطی، نام او را به عنوان «سکستوس پروپرتیوس» فهرست کرده‌اند، اما بقیه نام او به‌درستی معلوم نیست. از منابع متعدد و از جمله از شعرهای خود او چنین برمی آید که او در اومبریا متولد و بزرگ شده‌است؛ همان آسیسی مدرن و امروزی که وی [در شعرهایش] تولد در این محل را برای خود افتخاری محسوب می‌کند. هنگامیکه او تنها یک پسربچه بود، پدرش را از دست داد و خانواده او، املاک خویش را از دست دادند. از دست رفتن زمین‌های آنان بخشی از همان مصادره‌هایی بود، که احتمالاً همان، باعث از دست رفتن املاک دیگر شاعر رومی یعنی ویرژیل نیز شده بود. این مصادره مربوط به زمانی است که ا کتاویان در سال ۴۱ قبل از میلاد، بخشی از اراضی روم را به نفع سربازان خویش ضبط نمود. در هم آمیختن اطلاعاتی از این دست، با آنچه که از مراجع مرموزی همچون نوشته‌های اووید برمی آید، دلالت بر این دارند که او (پروپرتیوس) نسبت به شاعر معاصر خود، تیبولوس، که در اوایل سال ۴۰ قبل از میلاد متولد شده‌است، جوان‌تر بوده‌است و این نتیجه گیری، نتیجه گیری مناسبی به نظر می‌رسد.
پس از مرگ پدر، مادر پروپرتیوس تلاش کرد که زمینه تربیت او را فراهم کرده و او را وادار به گذراندن دوره‌هایی کند که شخصیت عمومی او را در اجتماع شکل دهند. این موضوع نشان می‌دهد که خانواده او در این زمان، هنوز هم از ثروت زیادی برخوردار بوده‌اند، بخصوص که حضور مبهم اساطیر، در شعرهای او نشان از این نکته دارند که او، در دریافت آموزش و تربیت خوب، توفیق داشته‌است. اشارات مکرر او به دوستانی همچون تولوس - برادرزاده لوسیوس ولکاتیوس تولوس -، که در سال ۳۳ پیش از میلاد، کنسول روم می‌شود، یادآور این واقعیت است که او در تپه اسکوئیلین واقع در رم زندگی میکرده و در عین حال نشان می‌دهد که او تا دهه دوم عمر خویش، در میان فرزندان ثروتمندان و سیاستمداران رومی زندگی می‌کرده‌است. در طی همین دوران بود که وی با سینتیا(سینشیا)، که زنی مسن تر از خودش بود، ملاقات کرد و همین سینتیا بود که الهام بخش او، در ابراز نبوغ شاعرانه اش بود.

## کتاب‌ها
نخستین کتاب پروپرتیوس که مرثیه‌ای عاشقانه بود، در سال ۲۵ پیش از میلاد منتشر شد، در حالیکه سینتیا به عنوان موضوع و محور اصلی این کتاب، قرار گرفته بود، و اختصاص کامل کتاب به سینتیا، به‌طور طبیعی باعث شده بود که عنوان این کتاب سینتیا مونوبیبولیوس باشد. البته تعبیر مونوبیبولوس هم تعبیری است که باید به منظور جلب توجه مائکناس (حامی و حافظ علم و ادب) به این عنوان افزوده شده باشد، چراکه این حامی هنر، همان کسی بود که پروپرتیوس را به حلقه شاعران دربار برده بود. دومین کتاب پروپرتیوس، که مرثیه‌ای بزرگتر از اثر قبلی بود، احتمالاً یک سال بعد منتشر شد، و شامل اشعاری بود که به‌طور مستقیم حامی وی را مورد خطاب قرار می‌داد و در ضمن (همان طور که انتظار می‌رفت)، آگوستوس را نیز می‌ستود. محقق کلاسیک قرن نوزدهم، کارل لاکمن، بر مبنای تعدادی از اشعار غیرمعمول و طویل موجود در این کتاب، و همینطور اشاره پروپرتیوس به ترس لایبلی، استدلالی ارائه داده‌است که طبق آن، تنها کتاب دوم در واقع شامل دو کتاب شعر مجزا از یکدیگر هستند که در نسخه‌های سنتی با یکدیگر ادغام شده‌اند. هرچند که شماری از ویراستاران قبلاً شمارش اشعار پروپرتیوس را بر اساس همین نظریه انجام می‌دادند و همین موجب شده بود که تعداد اشعار در برابر شمارش‌های اخیر کاهش یابد.
انتشار کتاب سوم پروپرتیوس، مدتی بعد از سال ۲۳ قبل از میلاد انجام پذیرفت. محتوای کتاب سوم وی نشان می‌دهد که شاعر در این زمان شروع به حرکتی فراتر از تم یا موضوع عشق ساده نموده‌است، از جمله در برخی از اشعار این کتاب(به عنوان مثال III.۵) وی از آمور صرفاً به عنوان یک نقطه شروع برای مباحث دیگر، بهره جسته‌است. کتاب سوم همچنین نشانگر آن است که شاعر به مرور از خواستاری خود نسبت به سینتیا خسته شده‌است و این به معنای پایانی تلخ، برای عشقی است که بسیار مشتاقانه آغاز شده بود. کتاب چهارم پروپرتیوس نیز، که اندکی بعد از سال ۱۶ قبل از میلاد منتشر شده‌است، نشان از برنامه بلند پروازانه شاعر دارد، و شامل چند شعر مذهب شناسانه‌است که منشا آیین‌ها و مناسک گوناگونی از روم را نشان می‌دهد.
کتاب پنجم، که آخرین کتاب تحریر شده توسط پروپرتیوس است، تنها نیمی از تعداد اشعاری را دارد، که در کتاب اول او موجود بود. با توجه به تغییر جهت آشکاری که پروپرتیوس در اشعار خود در این کتاب داده‌است، دانشمندان تصور می‌کنند که مرگ او تنها مدت کوتاهی پس از انتشار این کتاب رخ داده باشد و همین واقعه او را از اکتشاف و پیشرفت بیشتر، منع کرده باشد. این احتمال هم هست که این مجموعه در واقع پس از مرگ خالق آن، منتشر شده باشد.
این امکان نیز وجود دارد که پروپرتیوس، چه از رابطه خویش با سینتیا و چه از روابط جنسی نامشروع بعدی خود، صاحب بچه نیز شده باشد. مرثیه‌ای از اووید در دست است که تاریخ آن به ۲ سال پیش از میلاد مربوط می‌شود و از فحوای این مرثیه روشن می‌شود که پروپرتیوس در این زمان درگذشته بوده‌است.

## درباره او
پروپرتیوس، (۵۰ قبل از میلاد تا ۱۶ قبل از میلاد) شاعر مرثیه سرای اهل اومبریا که چهار کتاب در مراثی دارد.
سکستوس پروپرتیوس(۴۹ تا ۱۵ قبل از میلاد) کمتر از تیبولیوس ساده و با عطوفت ترانه می‌گفت و بیش از او ترصیع به کار می‌برد، اما به همان میزان سرود فسق و فجور آمیخته به آرامش و آسایش می‌سرود. پروپرتیوس در اومبریا به دنیا آمد، در روم پرورش یافت و بسیار زود به شعر گفتن پرداخت، گرچه جز تنی چند از خوانندگان، کسی نمی‌توانست منظور او را از چاه فضل فروشیش بیرون آورد و درک کند، باز هم مایکناس او را به حلقهٔ خود، بر تپهٔ اسکویلینوس آورد.
پروپرتیوس با غرور و لذت، شرح شامهایی را که در اسکویلینوس، در کنارهٔ رود تیبر، خورده بود و شراب لسبوس را که در جامهای تراشیده به دست هنرمندان نوشیده بود، و «گویی بر تخت، در میان زنان شادمان می‌نشست» و کشتی‌ها را که بر رودخانه، از زیر پای ایشان می‌گذشتند، تماشا می‌کرد، وصف کرده‌است.
ویل دورانت از پروپرتیوس در کنار هوراس، اووید، تیبولوس و حتی ویرژیل به عنوان شاعرانی نام می‌برد که به روزگار جوانی، هر زنی را، خواه شوی کرده و خواه مجرد، محور زندگی و شعر خویش قرار می‌دادند تا رؤیاهای ایشان را با عشقی زودیاب و گذران سیراب کند.
وی در جای دیگر از دو نیرو که در مقابل استخدام اجباری سخن سرایی از طرف دولت به مقاومت برخاسته بودند، سخن می‌گوید و می‌نویسد که:
در ادبیات نیز، مانند زندگی واقعی، این دو نیرو با یکدیگر می‌جنگیدند، در آثار تیبولوس و پروپرتیوس با یکدیگر تلاقی می‌کردند، و با پرهیزگاری معصومانهٔ ویرژیل و جسارت منافی عفت اووید، به رقابت برمی خاستند.